# 火柴体

火柴体（汉仪）

火柴體是一種中文美術字體，因字形中含有火柴等象形化特點的物象而得名。其每一筆均模仿火柴的形態，筆畫中段平直均衡，而末端具有火柴頭式的圓形凸起。筆畫間佈局合理，整根的“火柴”、彎折的“火柴”穿插其間。具有醒目、突出的整體效果。
火柴體已被多家公司收入計算機字庫。其中文鼎科技開發的有簡體、繁體兩個版本。漢儀科印也於2000年完成該設計，目前有簡體版本。現在多應用於醒目的標題，亦可作為POP字體用於廣告與海報設計中。